# NGC 1185
NGC 1185 est une galaxie spirale barrée située dans la constellation de l'Éridan. NGC 1185 a été découverte par l'astronome américain Francis Leavenworth en 1886.

## Caractéristiques
Sa vitesse par rapport au fond diffus cosmologique est de 4 780 ± 47 km/s, ce qui correspond à une distance de Hubble de 70,5 ± 5,0 Mpc (∼230 millions d'al).
À ce jour, quatre mesures non basées sur le décalage vers le rouge (redshift) donnent une distance de 58,850 ± 2,598 Mpc (∼192 millions d'al), ce qui est légèrement à l'extérieur des valeurs de la distance de Hubble. Notons cependant que c'est avec la valeur moyenne des mesures indépendantes, lorsqu'elles existent, que la base de données NASA/IPAC calcule le diamètre d'une galaxie et qu'en conséquence le diamètre de NGC 1185 pourrait être d'environ 25,8 kpc (∼84 100 al) si on utilisait la distance de Hubble pour le calculer.
La classe de luminosité de NGC 1185 est II et elle présente une large raie HI. C'est aussi une galaxie du champ, c'est-à-dire qu'elle n'appartient pas à un amas ou un groupe et qu'elle est donc gravitationnellement isolée.